# Trilochana smaragdina
Trilochana smaragdina là một loài bướm đêm thuộc họ Sesiidae. Người ta chỉ từng tìm ra một con cái ở Tây Papua (Irian Jaya), nhưng gần đây cũng được tìm thấy ở Queensland, Úc